# 올륌피아파르크

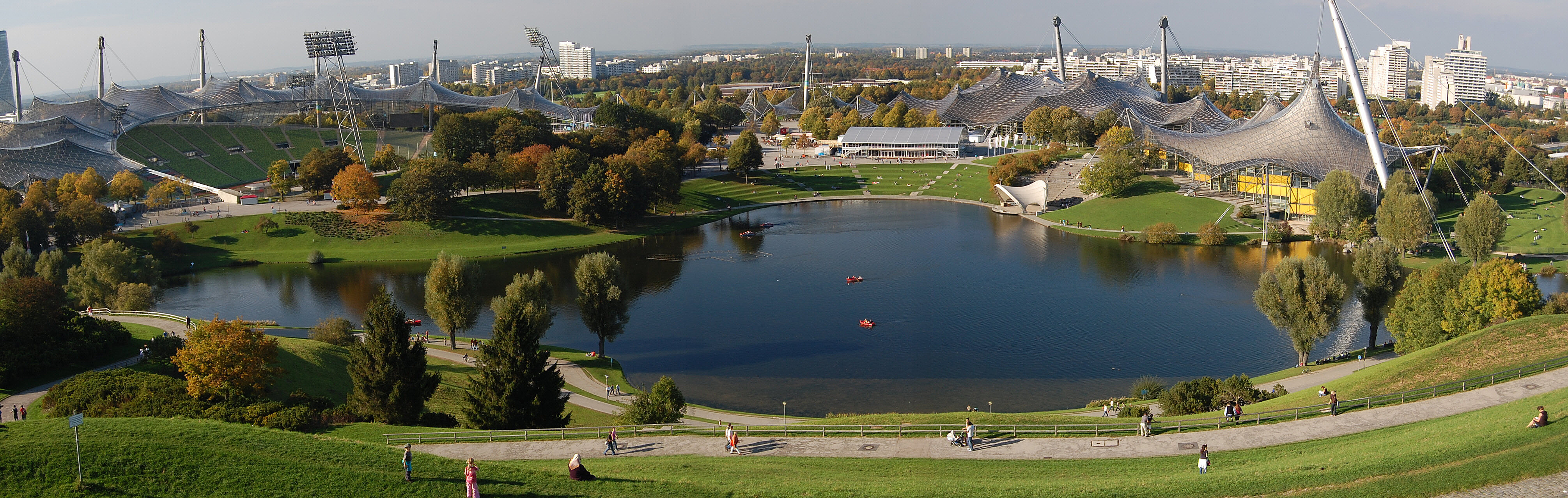
올륌피아파르크

올륌피아파르크(독일어: Olympiapark)는 독일 뮌헨에 있는 올림픽 공원이다. 1972년 하계 올림픽 때 사용하기 위해 건설되었다.  주경기장, 실내경기장,선수촌,프레스센터, 공원으로 구성되어있다.
뮌헨 올림피아파크는 1972년 독일 뮌헨에서 개최된 여름 올림픽의 주요 장소로 건설된 대규모 체육시설과 공원으로 유명하다. 이곳은 현대적이고 고요한 분위기를 지닌 큰 공간으로, 러닝 트랙, 인라인 스케이트 코스, 연못, 그리고 다양한 체육 시설로 구성되어 있다.
올림피아파크는 독일의 건축가 프레이 오토 네우스트라이트에 의해 디자인되었으며, 그 특징적인 삼각형 모양의 올림피아타워는 도시의 랜드마크 중 하나로 자리매김하고 있다. 이곳에서는 타워를 통해 도시의 아름다운 경치를 감상할 수 있다.
뮌헨 올림피아파크는 체육 경기뿐만 아니라 콘서트, 이벤트, 전시회 등 다양한 행사들을 진행하는 곳으로도 유명하다. 또한, 주변에는 레스토랑, 상점, 그리고 평화로운 공원 분위기를 즐길 수 있는 공간이 마련되어 있다. 이곳은 스포츠와 문화를 결합한 멀티기능성을 갖춘 독특한 장소로, 많은 이들에게 방문되고 있는 명소 중 하나이다.

### 선수촌
뮌헨 올림픽 참사의 현장이기도 하다.